# Florián (ort)
Florián är en ort i Colombia. Den ligger i departementet Santander, i den centrala delen av landet, 130 km norr om huvudstaden Bogotá. Florián ligger 1 623 meter över havet och antalet invånare är 1 227.
Terrängen runt Florián är bergig västerut, men österut är den kuperad. Runt Florián är det ganska glesbefolkat, med 25 invånare per kvadratkilometer. Närmaste större samhälle är Pauna, 16,3 km söder om Florián. I omgivningarna runt Florián växer i huvudsak städsegrön lövskog.